# Ten Feizi
Ten Feizi (* 1937 in Nikosia) ist eine britische, aus Zypern stammende Medizinerin, Molekularbiologin und Biochemikerin und Hochschullehrerin am Imperial College London. Ihre Hauptarbeitsgebiete sind die Chemie und Biochemie von Kohlenhydraten und die Glykobiologie.

## Leben
Feizi, die türkisch-zypriotisch ist, studierte Medizin an der Royal Free Hospital Medical School in London mit dem MB 1961. Danach war sie Registrar in Hämatologie und Chirurgie am Hammersmith Hospital und begann sich mit atypischer Pneumonie und der begleitenden Agglutination (Verklumpung) der roten Blutkörperchen als Folge einer fehlgeleiteten Immunreaktion zu beschäftigen. Sie zeigte das Mycoplasma pneumoniae die Bildung von Auto-Antikörpern gegen diese fehlgeleitete Immunreaktion stimulieren kann. Diese richteten sich gegen Glykane des Blutgruppen-Antigens ABO(H) und gleichzeitig gegen die Stellen, an denen Mycoplasma pneumoniae an die Wirtszelle andockt. 1969 promovierte sie (MD) darüber (Cold agglutinins and mycoplasma pneumoniae). Als Post-Doktorandin war sie bei Elvin A. Kabat an der Columbia University (Columbia Medical Center), wo sie über Glykane forschte, und bei Richard Krause und Henry Kunkel an der Rockefeller University. Ab 1973 war sie am Clinical Research Center des Medical Research Council. Aus ihrer Arbeitsgruppe wurde später das Glycoscience Laboratory am Imperial College, das sie leitet.

## Werk
In ihrem Labor wurden zuerst die Glykane des Glykoproteins gp120 der Hülle von HIV sequenziert. Das Glykoprotein gp120 spielt eine wesentliche Rolle im Mechanismus, mit dem der Virus dem Immunsystem entkommt und spielt deshalb eine Rolle in der möglichen Entwicklung von Impfstoffen gegen HIV. Feizi erforschte auch die Wechselwirkung von gp120 mit dem Rezeptor der Makrophagen des Immunsystems.
Bei ihrer Arbeit mit monoklonalen Antikörpern entdeckte sie, dass diese sehr spezifisch auf die Glykan-Sequenzen reagieren und beobachtete programmierte Änderungen in den Sequenzen von mit roten Blutkörperchen verbundenen Glykanen in der Embryogenese, bei der Zelldifferentiation und der Onkogenese und vermutete, dass diese als Marker dienen, mit denen Zellen ihre Umgebung erkennen, was durch die Entdeckung von Selectinen später bestätigt wurde. Die zugehörige Arbeit wurde 1985 in Nature veröffentlicht.
1985 führte sie mit Kollegen die Neoglykolipid-Technik (NGL) ein um eine Glykan-Sequenz mit einem Lipidmolekül zu verbinden. Diese diente dazu die Glykane in einer Matrix zu immobilisieren und dann verschiedene Glykan-Erkennungssysteme an diesen auszuprobieren, ein Glykoarray-System für ganze Glykome. Das revolutionierte die medizinische Forschung mit Glykanen. Eines der besten solchen Systeme ist in ihrem Labor am Imperial College. Damit wurden die Bindungsstellen verschiedener Viren – zum Beispiel von Influenza-A-Virus H1N1 und SV40 und des Einzellers Toxoplasma gondii – an ihre Wirtszellen charakterisiert, aber auch des Prostata-Antigens F77 und des Markers R10G für pluripotente menschliche Stammzellen.
2011 zeigte sie mit Kollegen, wie das Fab-Fragment PGT 127 und 128 eines neutralisierenden Antikörpers gegen das HIV-Hüllprotein gp120 dessen dichte Glykan-Schutzschicht durchdringt, mit dem es sich vor dem Immunsystem verbirgt.

## Ehrungen und Mitgliedschaften
Sie ist Fellow der Royal Society und der Academy of Medical Sciences (2021), des Royal College of Physicians und des Royal College of Pathologists. Sie erhielt den Outstanding Research Award der American Society of Clinical Pathologists, 2014 den Rosalind Kornfeld Lifetime Achievement Award der Society for Glycobiology und hielt für 2020 die Haworth Memorial Lecture der Royal Society of Chemistry.